# Сяка-де-Кимп (комуна)
Сяка-де-Кимп (рум. Seaca de Câmp) — комуна у повіті Долж в Румунії. До складу комуни входять такі села (дані про населення за 2002 рік):
- Піску-Ноу (1170 осіб)
- Сяка-де-Кимп (1082 особи)

Комуна розташована на відстані 236 км на захід від Бухареста, 64 км на південний захід від Крайови.

## Населення
За даними перепису населення 2002 року у комуні проживали 2252 особи.
Національний склад населення комуни:
| Національність | Кількість осіб | Відсоток |
| -------------- | -------------- | -------- |
| румуни         | 2247           | 99,8%    |
| цигани         | 5              | 0,2%     |

Рідною мовою назвали:
| Мова      | Кількість осіб | Відсоток |
| --------- | -------------- | -------- |
| румунська | 2247           | 99,8%    |
| циганська | 5              | 0,2%     |

Склад населення комуни за віросповіданням:
| Релігія       | Кількість осіб | Відсоток |
| ------------- | -------------- | -------- |
| православні   | 2230           | 99,0%    |
| адвентисти    | 14             | 0,6%     |
| п'ятдесятники | 7              | 0,3%     |
| римо-католики | 1              | < 0,1%   |